# Paul Lester Errington
Paul Lester Errington   (14 de juny de 1902 - 5 de novembre de 1962) fou un zoòleg i naturalista estatunidenc de Dakota del Sud. Tot i que estudià molts animals diferents al llarg de la seva carrera, és especialment cèlebre pels seus estudis sobre la relació predador-presa entre el visó americà i la rata mesquera, als quals dedicà més de tres dècades.
Errington nasqué en una granja a prop de Bruce (Dakota del Sud). A l'edat de set anys caigué malalt de pòlio, i durant un any es veié obligat a caminar amb crosses. Després d'estudiar a Brookings i a l'Institut Agrícola de Dakota del Sud, el 1929 marxà a estudiar a la Universitat de Wisconsin, on es doctorà el 1932. Aquest mateix any, marxà a la Universitat Estatal d'Iowa a treballar com a professor ajudant de zoologia, i dos anys més tard es casà, en un matrimoni que li donaria dos fills barons. El 1948 fou promogut a professor titular, un lloc que ocuparia fins a la seva mort el 5 de novembre del 1962 mentre dormia.
Els seus coneixements de captura d'animals l'ajudaren molt en el seu treball de camp. La seva àrea predilecta d'estudi eren la dinàmica de poblacions i els mecanismes de regulació de les poblacions en els vertebrats. A més dels visons americans i les rates mesqueres, també estudià els mussols.
Escrigué més de 200 articles científics però també produí obres literàries molt reeixides. El 1962 fou guardonat amb la Medalla Aldo Leopold, el màxim guardó de la Wildlife Society per a aquells que destaquen en la conservació de la vida salvatge.